# ماري غرين
ماري غرين (بالإنجليزية: Mary Green)‏ هي عداءة سريعة بريطانية، ولدت في 10 نوفمبر 1943.

## وصلات خارجية
- ماري غرين على موقع أوليمبيديا (الإنجليزية)